# Anthoula Mylonaki
Anthoula „Anthi“ Mylonaki (griechisch Ανθή Μυλωνάκη; * 10. Juni 1984 in Chania) ist eine griechische Wasserballspielerin.

## Karriere
Mylonaki gewann mit der Griechischen Olympiamannschaft bei den Olympischen Sommerspielen 2004 in Athen die Silbermedaille.
Ihr Bruder Emmanouil Mylonakis ist ebenfalls Wasserballspieler und nahm an drei Olympischen Spielen teil.